# Dan-Patrick Poggenberg
Dan-Patrick Poggenberg (* 28. März 1992 in Bad Oldesloe) ist ein ehemaliger deutscher Fußballspieler. 

## Karriere
Poggenberg begann mit dem Fußballspielen in der Jugend des SV Preußen Reinfeld. Über den SV Eichede wechselte er 2008 zu Holstein Kiel. Bis 2012 absolvierte er 49 Spiele in der Profimannschaft, in denen er zwei Tore erzielte, und drei Spiele für die zweite Mannschaft von Holstein Kiel. Im Sommer 2012 wechselte er in die zweite Mannschaft des VfL Wolfsburg. Ende 2013 unterschrieb er einen Profivertrag für die Bundesliga-Mannschaft des VfL. Nach 64 Spielen und drei Toren wurde er im Sommer 2014 für ein Jahr an den Drittligisten Chemnitzer FC verliehen. Für die Chemnitzer absolvierte er in der Saison 2014/15 35 Ligaspiele und erreichte mit der Mannschaft den fünften Tabellenrang.
Im Sommer 2015 kehrte er nicht nach Wolfsburg zurück, sondern unterschrieb einen Vertrag beim in die 2. Bundesliga aufgestiegenen MSV Duisburg. Nachdem er sich in der Saisonvorbereitung das Schienbein gebrochen hatte, kam er erst in der zweiten Saisonhälfte zu zehn Ligaeinsätzen. Am Ende der Saison 2015/16 wirkte er auch in den beiden Relegationsspielen gegen die Würzburger Kickers mit, die mit 1:4 in der Addition verloren gingen. Zum direkten Wiederaufstieg trug er lediglich mit vier Einsätzen bei, nachdem er die komplette Hinrunde wegen eines wiederum in der Saisonvorbereitung erlittenen Bänderrisses verpasst hatte. Nach der Saison 2017/18 wurde sein auslaufender Vertrag beim MSV nicht verlängert. Zur Saison 2018/19 schloss er sich dem Drittligisten SG Sonnenhof Großaspach an. Zur Saison 2020/21 wechselte Poggenberg in die Regionalliga West zu SC Fortuna Köln.
Im Sommer 2022 wechselte Poggenberg in die Oberliga zum Bonner SC. Kurz vor Saisonende zog sich Poggenberg einen Kreuzbandriss zu und verließ den Klub in der Sommerpause 2023.